# Алфей (річка)
Алфей (грец. Αλφειός) — найдовша річка Пелопоннесу (Греція). Завдовжки в 110 кілометрів, тече з Аркадії в Еліду. Бере свій початок в гірському хребті Тайгет, впадає в Іонічне море на південь від Піргоса. У долині між річкою Алфей і її притокою Кладеос лежить поселення Олімпія: античне святилище і центр Олімпійських ігор.

## Походження назви
Назва річки походить від імені грецького річкового бога Алфея. Згідно з міфами, він був сином титанів Океана і Тефії. Як пише в «Описі Еллади» Павсаній, Алфей закохався в німфу Аретусу. Кохання не було взаємним; тікаючи від переслідувань Алфея, Аретуса за допомогою богині Артеміди перетворилася в джерело на острові Ортіджія біля Сіракуз. Алфей же перетворився в річку і його води злилися в морі із водами його коханої. Сам Павсаній називає цю версію неправдоподібною, але не сумнівається в тому, що річка Алфей протікає через море і зливається з водами джерела — за його словами, це підтвердив Дельфійський оракул. За іншими, більш ранніми переказами, Алфей закохався в саму Артеміду і переслідував її аж до гирла річки. В Олімпії Алфею і Артеміді встановлений спільний жертовник.